# Desdemona ornata
Desdemona ornata är en ringmaskart som beskrevs av Banse 1957. Desdemona ornata ingår i släktet Desdemona och familjen Sabellidae. Inga underarter finns listade i Catalogue of Life.